# 라스다샨산
라스다샨산(암하라어: ራስ ዳሸን rās dāshn)은 에티오피아에서 가장 높은 산이다. 암하라주의 북곤다르구에 있는 시미엔 국립공원에 위치하며, 높이는 4,550m(14,930ft)이다.
영어 형태 "라스 다셴"은 암하라어 이름인 "라스 데젠"의 와전으로, 이는 에티오피아 지도 제작국 (EMA)에서 사용되는 용어로 황제 앞에서 싸우는 전통적인 우두머리 또는 장군을 의미한다.

## 개요

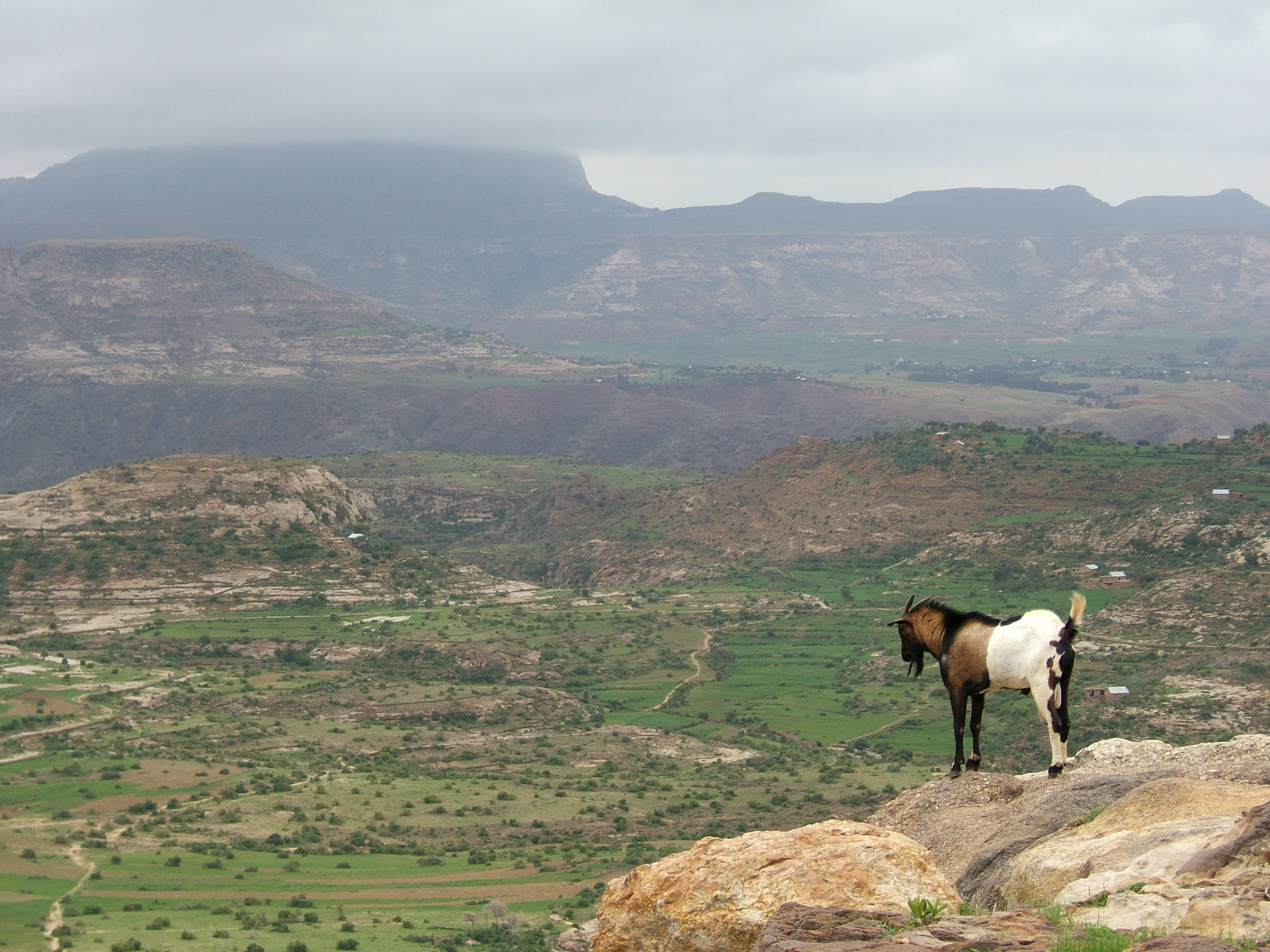
배경에 라스 다셴이 있는 에티오피아 고원

에릭 닐슨에 따르면, 라스 다셴은 "거대한 화산의 가장자리 중 동쪽 봉우리이며, 북쪽 절반은 타카지 강으로 흘러 들어가는 수많은 협곡에 의해 약 천 미터가 잘려나갔다." 서쪽 봉우리는 메샤하 강 계곡으로 분리된 비우아트 산 (4,437m)이다. 이 산은 밤에 격렬한 눈보라가 자주 발생하지만, 낮과 밤의 기온차가 커서 눈은 몇 시간 만에 거의 완전히 녹는다 (가장 더운 시기에는 한낮에 기온이 5도 이상이 될 수 있다). 겨울에는 에티오피아의 연간 강수량 대부분이 여름에 내리기 때문에 눈이 일반적으로 내리지만, 만약 눈이 내리면 보통 몇 주 또는 몇 달 동안 지속된다.
유럽인에 의한 첫 기록된 등반은 1841년 프랑스 장교 페레와 갈리니에 의해 이루어졌다. 현지인에 의한 이전 등반에 대한 검증 가능한 증거는 없지만, 정상의 기후와 조건은 비교적 온화하며, 근처에 고산 목축 정착지가 있다. 작은 요새가 약 4,300미터 SRTM 데이터에 여전히 부분적으로 남아 있다.